# San Alfredo
San Alfredo é um distrito do Paraguai, localizado no departamento de Concepción. Possui área de 2392 km² e 6 500 habitantes. Seu nome não vem do santoral católico, mas sim uma homenagem ao ditador Alfredo Stroessner, pois o distrito foi fundado em 1955, quando governava. Emancipado em 25 de abril de 2013, sendo independente do município de Concepción. 

## Transporte
O município de San Alfredo é servido pela seguinte rodovia:
- Caminho em pavimento ligando o município de Concepción a cidade de San Lázaro. [2][3][4]